# Joanna Grey

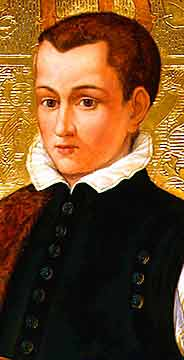
Mąż Jane Grey – Guildford Dudley

Joanna Grey, właśc. Jane Grey (ur. prawd. 12 października 1537 w Bradgate Park, zm. 12 lutego 1554 w Tower) – królowa Anglii zwana „dziewięciodniową królową” lub „królową dziewięciu dni”.

## Wczesne lata życia
Lady Joanna urodziła się w Bradgate Park koło Leicester jako najstarsza córka Henryka Greya, 3. markiza Dorset (później 1. księcia Suffolk), i jego żony, lady Frances Brandon, córki Charlesa Brandona, 1. księcia Suffolk, i Marii Tudor, siostry króla Henryka VIII. Joanna miała dwie młodsze siostry: Katarzynę i Marię. Jane, podobnie jak jej wujeczne siostry Elżbieta i Maria, była bardzo dobrze wykształconą damą. Biegle znała łacinę, grekę i hebrajski, jak również kilka języków nowożytnych. W wieku trzynastu lat czytała Nowy Testament w grece i korespondowała z lingwistami.
Dzieciństwo Joanny było trudne. Jej matka była porywczą i dominującą osobą, która uważała swoją najstarszą córkę za „zbyt słabą i zbyt delikatną”. W 1546 w wieku dziewięciu lat została wysłana na dwór szóstej żony Henryka VIII, Katarzyny Parr. Po jej śmierci opiekę nad Joanną roztoczył Thomas Seymour, 1. baron Seymour of Sudeley, czwarty mąż Katarzyny Parr, który chciał wydać Joannę za swojego siostrzeńca, króla Edwarda VI. Z jego planów nic nie wyszło, gdyż popadł w konflikt z własnym bratem, lordem protektorem księciem Somerset, i został ścięty w roku 1549. Wkrótce nastąpił również upadek Somerseta i ster regencji przejął John Dudley, 1. książę Northumberland. Miał on wobec Joanny swoje własne plany.

## Sukcesja
W 1544 Henryk VIII podpisał nowy akt sukcesji tronu. Na mocy tego aktu pierwszeństwo do tronu przypadło męskim potomkom, a więc księciu Edwardowi, przed siostrami – Marią i Elżbietą. Po nich w kolejności do tronu byli potomkowie młodszej siostry króla, Marii, czyli księżnej Suffolk – Frances Brandon. Z sukcesji Henryk wyłączył potomków swojej starszej siostry Małgorzaty (linia szkocka – jej wnukami byli królowa Szkocji Maria I Stuart oraz jej drugi mąż Henryk Stuart, lord Darnley).
Northumberland, obawiając się powrotu katolików i związanej z tym perspektywy utraty władzy i potęgi, postanowił o zmianie sukcesji. Zimą z 1552 na 1553 Edward ciężko zapadł na zdrowiu i jego śmierć była kwestią miesięcy. Northumberland postanowił odsunąć od dziedziczenia siostry Edwarda i przekazać koronę lady Joannie, która miała poślubić syna Northumberlanda, Guildforda (1536 – 12 lutego 1554). Ślub odbył się 15 maja 1553. Nie wszystko jednak poszło po myśli ambitnego regenta. Umierający król Edward wprawdzie odsunął od dziedziczenia swoje siostry, ale koronę przekazał męskim potomkom lady Joanny, a jej samej tymczasową regencję. Northumberlandowi udało się namówić króla, by ponownie zmienił testament, w którym bezpośrednio przekazał koronę lady Joannie i jej potomkom (niektórzy twierdzili, że Northumberland sfałszował podpis króla pod dokumentem).

## Królowa
Edward VI zmarł 6 lipca 1553. 10 lipca Jane Grey została proklamowana królową. 11 lipca uznała to Rada Królewska. 12 lipca dostarczono Joannie insygnia koronacyjne, ale do ceremonii nie doszło. Guildford zażądał, aby ukoronować go na króla. Joanna odmówiła, ale obiecała mianować go księciem Clarence. Nie doszło jednak do tego. Niedługo po śmierci Edwarda jego najstarsza siostra, katolicka księżniczka Maria, udała się do w większości katolickiego Norfolk, gdzie 9 lipca została uznana królową. Następnie ruszyła na Londyn, zyskując coraz większe poparcie. 19 lipca książę Suffolk zmuszony był zakomunikować swojej córce, że przestała być królową. Joanna Grey była pierwszą kobietą, która rządziła samodzielnie Anglią (oprócz królowej Matyldy, która robiła to wbrew woli Anglików).

## Egzekucja

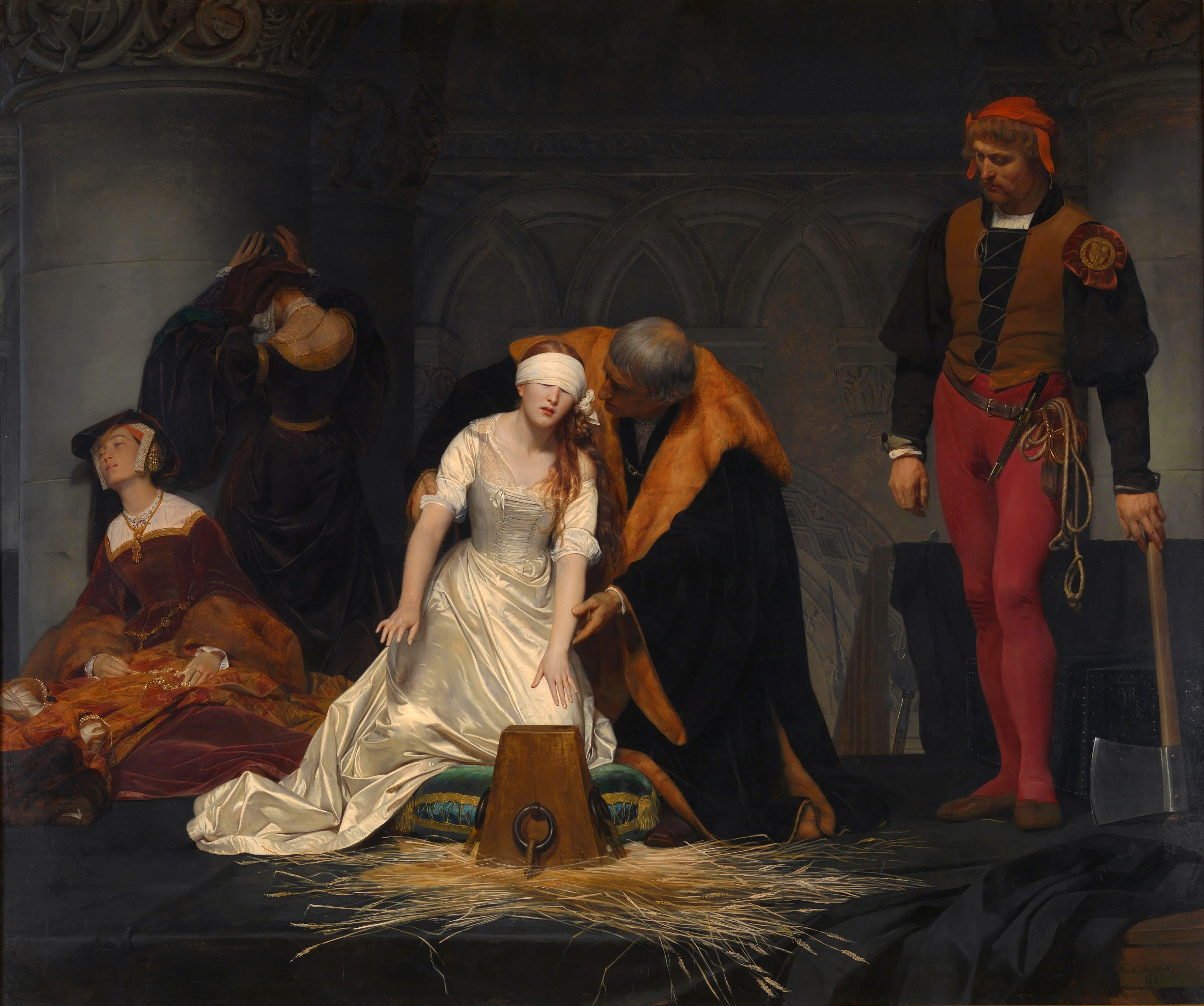
Paul Delaroche Egzekucja lady Jane Grey (1883), National Gallery

Niedoszła królowa wraz z mężem zostali aresztowani i umieszczeni w Tower. Dołączyli do nich także ich rodzice. Książę Northumberland, mimo swej katolickiej wierności, został aresztowany za zdradę i ścięty. Joanna z mężem i rodzicami zostali wkrótce wypuszczeni. Maria wiedziała, że Joanna była niewinna  – wypełniała wolę rodziców, jak czyni posłuszna córka.
Maria, obawiając się, że znowu ktoś posłuży się jej kuzynką (w początkach 1554 doszło do protestanckiej rebelii Thomasa Wyatta, do której przyłączył się książę Suffolk, ojciec Joanny) w celu pozbawienia jej tronu, skazała Joannę – choć niechętnie – na śmierć. Do stracenia Joanny przyczyniły się także naciski ze strony przyszłego męża Marii, katolika Filipa II, który postawił królowej warunek: Joanna miała nawrócić się na katolicyzm, jeśli tego nie zrobi, musi zostać skazana na śmierć. Zakochana w Filipie Maria przyjęła jego warunki. Na początku posłała Johna de Feckenhama, aby nawrócił Joannę na katolicyzm (królowa bardzo chciała darować jej życie). Joanna, słynąca z gorliwości i wierności wobec religii ojca, odmówiła. Królowa została wobec tego zmuszona skazać ją i jej męża na ścięcie.
12 lutego 1554 na londyńskim Tower Hill (w pobliżu twierdzy Tower), w publicznej egzekucji ścięto Guildforda. Jane Grey była jednym ze świadków śmierci męża.
Joanna została ścięta w Tower Green w trakcie odosobnionej egzekucji, zarezerwowanej dla członków rodziny królewskiej. Do końca przy Joannie pozostał John de Feckenham, mający nadzieję, że uda mu się ją nawrócić na katolicyzm. Joanna pragnęła godnie zakończyć życie, jednak wpadła w panikę, kiedy z zasłoniętymi oczami nie mogła znaleźć pieńka. Szczątki Joanny, królowej Anglii, i jej męża zostały pochowane w kaplicy St Peter ad Vincula w północnej części Tower Green.
23 lutego za udział w rebelii mającej przywrócić na tron Anglii jego córkę, ścięto księcia Suffolk.

## Jane Grey w sztuce
Obrazy
- Scenę poprzedzającą egzekucję lady Jane namalował w 1833 Paul Delaroche – Egzekucja lady Jane Grey.
- 16 stycznia 2006 ogłoszono odnalezienie w Londynie pochodzącego z XVI wieku obrazu. Według ekspertów obraz ten może przedstawiać prawdziwą Lady Jane (do tej pory za portret Lady Jane uważano inny obraz – sporny, który najprawdopodobniej ukazuje Katarzynę Parr).

Literatura
- Nicholas Rowe, tragedia Lady Jane Grey (1715)
- Francis Hodgson, poemat Lady Jane Grey (poemat) (1809)
- Władysław Tarnowski, tragedia Joanna Grey (1874)
- Cynthia Hand, Brodi Ashton, Jodi Meadows, powieść Moja lady Jane (2016)

Filmy
- Lady Jane Grey; Or, the Court of Intrigue (1923)
- Tudor Rose (1936) z Novą Pilbeam jako Jane
- Lady Jane (1986), z Heleną Bonham Carter w roli głównej